# Nicole Hain
Nicole Hain (Fernando de la Mora, Departamento Central, Paraguay; 4 de agosto de 2000) es una futbolista argentina nacida en Paraguay. Juega de delantera extrema por la izquierda y mediocampista interior en San Lorenzo de Almagro de la Primera División Femenina de Argentina.

## Trayectoria

### River Plate
Desde 2016 jugó fútbol en las categorías menores y en la primera del millonario. También jugó fútsal. En julio de 2019 con la profesionalización del fútbol femenino argentino, firmó su primer contrato con La Banda. Con el conjunto de Núñez logró el campeonato de Primera División 2016-17 y el tercer puesto en la Libertadores 2017.

### San Lorenzo
En septiembre de 2020 se confirma como refuerzo del Ciclón. Con Las Cuervas, se consagró campeona del Apertura 2021, ingresó en la final al inicio del segundo tiempo en reemplazo de Maca Sánchez.

## Estadísticas

### Clubes
| Club        | País      | Año             |
| ----------- | --------- | --------------- |
| River Plate | Argentina | 2016 - 2020     |
| San Lorenzo | Argentina | 2020 - presente |

## Palmarés

### Títulos nacionales
| Título                     | Club        | País      | Año  |
| -------------------------- | ----------- | --------- | ---- |
| Primera División A 2016-17 | River Plate | Argentina | 2017 |
| Torneo Apertura 2021       | San Lorenzo | Argentina | 2021 |

### Participaciones en torneos internacionales de clubes
| Torneo                          | Club        | Resultado             | Año  |
| ------------------------------- | ----------- | --------------------- | ---- |
| Copa Libertadores Femenina 2017 | River Plate | 03.º (tercer lugar)   | 2017 |
| Copa Libertadores Femenina 2021 | San Lorenzo | 13.º (fase de grupos) | 2021 |

## Selección nacional
En noviembre de 2019 disputó 3 amistosos con el combinado argentino, uno contra Paraguay y dos ante Colombia. En 2020 fue parte de la convocatoria para la Seección Sub-20 en el torneo Sudamericano de ese mismo año, jugó 4 partidos y el torneo fue suspendido.